# 第42回有馬記念
第42回有馬記念（だい42かいありまきねん）は、1997年12月21日に中山競馬場で施行された競馬競走である。年齢は全て旧表記（数え年）にて表記する。

## レース施行時の状況
1997年クラシック世代の皐月賞・東京優駿二冠馬であるサニーブライアンが故障で休養し、菊花賞馬マチカネフクキタルは出走しない状況であり、4歳馬としては朝日杯3歳S勝ち馬マイネルマックス、優駿牝馬以降秋華賞まで3連勝のメジロドーベル、菊花賞・ジャパンカップで5着と勝ちきれないシルクジャスティスしかいなかった。
一方の古馬世代には宝塚記念を制した後骨折していたマーベラスサンデー、ジャパンカップ2着健闘のエアグルーヴ、本レースで引退となるタイキブリザード・ダンスパートナーらG1ホースが顔を連ねた。
サクラローレル・マヤノトップガンが引退し1997年古馬三強の最後の1頭として期待されるマーベラスサンデーとライバルと目されたバブルガムフェローを天皇賞（秋）で下しているエアグルーヴの2頭がオッズを均衡させていた。

### 主な前走の成績

#### 第116回天皇賞(秋)
| 着順 | 馬番 | 競走馬名           | 性齢 | 騎手     | 着差  |
| ---- | ---- | ------------------ | ---- | -------- | ----- |
| 1着  | 12   | エアグルーヴ       | 牝5  | 武豊     |       |
| 2着  | 7    | バブルガムフェロー | 牡5  | 岡部幸雄 | クビ  |
| 3着  | 1    | ジェニュイン       | 牡6  | 田中勝春 | 5馬身 |

7着マイネルブリッジ、11着ローゼンカバリー

#### 第17回ジャパンカップ
| 着順 | 馬番 | 競走馬名           | 性齢 | 騎手       | 着差      |
| ---- | ---- | ------------------ | ---- | ---------- | --------- |
| 1着  | 3    | ピルサドスキー     | 牡6  | M.キネーン |           |
| 2着  | 9    | エアグルーヴ       | 牝5  | 武豊       | クビ      |
| 3着  | 13   | バブルガムフェロー | 牡5  | 岡部幸雄   | 1.1/4馬身 |

5着シルクジャスティス、9着ローゼンカバリー
その他：秋華賞1着メジロドーベル、エリザベス女王杯2着ダンスパートナー、福島記念1着テイエムオオアラシ、3着マイネルブリッジ、14着アロハドリーム

## 出走馬と枠順
天候：晴れ、芝：良馬場。
・以降の内容はnetkeibaに依拠する。
| 枠番 | 馬番 | 競走馬名           | 性齢 | 騎手       | 単勝オッズ    | 調教師     |
| ---- | ---- | ------------------ | ---- | ---------- | ------------- | ---------- |
| 1    | 1    | インターユニーク   | 牡7  | 小野次郎   | 85.4（13人）  | 高松邦男   |
| 1    | 2    | ダンスパートナー   | 牝6  | 河内洋     | 10.9（5人）   | 白井寿昭   |
| 2    | 3    | マーベラスサンデー | 牡6  | 武豊       | 3.0（1人）    | 大沢真     |
| 2    | 4    | ローゼンカバリー   | 牡5  | 横山典弘   | 35.6（8人）   | 鈴木康弘   |
| 3    | 5    | マイネルマックス   | 牡4  | 佐藤哲三   | 80.1（12人）  | 中村均     |
| 3    | 6    | マイネルブリッジ   | 牡6  | 藤原英幸   | 104.8（15人） | 伊藤正徳   |
| 4    | 7    | カネツクロス       | 牡7  | 的場均     | 90.5（14人）  | 西塚安夫   |
| 4    | 8    | テイエムオオアラシ | 牡5  | 土肥幸広   | 31.2（7人）   | 二分久男   |
| 5    | 9    | オースミタイクーン | 牡7  | 武幸四郎   | 74.4（11人）  | 武邦彦     |
| 5    | 10   | タイキブリザード   | 牡7  | M.ロバーツ | 12.2（6人）   | 藤沢和雄   |
| 6    | 11   | サンデーブランチ   | 牡6  | 熊沢重文   | 41.4（9人）   | 池江泰郎   |
| 6    | 12   | エアグルーヴ       | 牝5  | O.ペリエ   | 3.8（2人）    | 伊藤雄二   |
| 7    | 13   | マウンテンストーン | 牡5  | 蛯名正義   | 64.8（10人）  | 小島太     |
| 7    | 14   | シルクジャスティス | 牡4  | 藤田伸二   | 8.1（4人）    | 大久保正陽 |
| 8    | 15   | メジロドーベル     | 牝4  | 吉田豊     | 4.6（3人）    | 大久保洋吉 |
| 8    | 16   | アロハドリーム     | 牡5  | 加藤和宏   | 125.4（16人） | 岩城博俊   |

## レース展開
- 1997年 有馬記念（GI） | シルクジャスティス | JRA公式の動画を参照[2]。

スタートからカネツクロスがハナを取る展開となりその後をタイキブリザード・インターユニーク・アロハドリーム・マイネルマックス・エアグルーヴらが追走、マーベラスサンデーがエアグルーヴをマークし、マウンテンストーン・メジロドーベルが中団を形成しシルクジャスティスがマーベラスサンデーの後方についた。ローゼンカバリー・ダンスパートナーが離れて後方の態勢であった。スローペースへと持ち込んだカネツクロスは、先行勢の上がりを前に2週目3コーナーで失速している。
2周目3～4コーナー手前でタイキブリザードが先頭に立つとエアグルーヴが内から、マーベラスサンデーが外から仕掛けると最終直線で先頭に立つ。200mあたりから藤田騎手がシルクジャスティスをスパートさせ、残り100mには4馬身詰め寄って内エアグルーヴ・中マーベラスサンデー・外シルクジャスティスの叩き合いとなり、最後はアタマ差でシルクジャスティスがマーベラスサンデーを抑えてゴールインした。
「エアグルーヴ!マーベラスサンデー!エアグルーヴ!マーベラスサンデー! さあこの2頭の争いか! シルクジャスティスもやってきた! シルクジャスティスもやってきた!エアグルーヴか!マーベラスサンデーか! エアグルーヴか!マーベラスサンデーか!シルクジャスティス!シルクジャスティス!シルクジャスティス!シルクジャスティスの末脚が炸裂したか～! シルクジャスティス～!藤田の末脚がゴール前わずかに強豪を 抑えた感じがいたします! 藤田は左手を上げています! 」（堺正幸フジテレビアナウンサー）
ゴール板を越えた藤田騎手は左手を挙げ、ガッツポーズで喜びを示した。「この馬が一番強い!」と信じた藤田騎手の思いがシルクジャスティスに通じての勝利であった。

## レース結果
| 着順 | 馬番 | 馬名               | 騎手       | タイム | 着差   |
| ---- | ---- | ------------------ | ---------- | ------ | ------ |
| 1    | 14   | シルクジャスティス | 藤田伸二   | 2:34.8 |        |
| 2    | 3    | マーベラスサンデー | 武豊       | 2:34.8 | アタマ |
| 3    | 12   | エアグルーヴ       | O.ペリエ   | 2:34.9 | クビ   |
| 4    | 4    | ローゼンカバリー   | 横山典弘   | 2:35.3 | 21/2   |
| 5    | 9    | オースミタイクーン | 武幸四郎   | 2:35.5 | 11/2   |
| 6    | 8    | テイエムオオアラシ | 土肥幸広   | 2:35.6 | 1/2    |
| 7    | 13   | マウンテンストーン | 蛯名正義   | 2:36.0 | 21/2   |
| 8    | 15   | メジロドーベル     | 吉田豊     | 2:36.0 | アタマ |
| 9    | 10   | タイキブリザード   | M.ロバーツ | 2:36.7 | 4      |
| 10   | 1    | インターユニーク   | 小野次郎   | 2:36.8 | 1/2    |
| 11   | 6    | マイネルブリッジ   | 藤原英幸   | 2:36.9 | 3/4    |
| 12   | 16   | アロハドリーム     | 加藤和宏   | 2:37.0 | 1/2    |
| 13   | 11   | サンデーブランチ   | 熊沢重文   | 2:38.1 | 7      |
| 14   | 2    | ダンスパートナー   | 河内洋     | 2:38.8 | 4      |
| 15   | 5    | マイネルマックス   | 佐藤哲三   | 2:43.2 | 大差   |
| 16   | 7    | カネツクロス       | 的場均     | 2:46.7 | 大差   |

### データ
| 1,000m通過タイム | --.-秒（カネツクロス） |
| 上がり4ハロン    | 49.9秒                 |
| 上がり3ハロン    | 37.5秒                 |

### 払戻
| 単勝 | 14     | 810円   |
| 複勝 | 14     | 220円   |
| 複勝 | 3      | 140円   |
| 複勝 | 12     | 150円   |
| 枠連 | 2 - 7  | 1,070円 |
| 馬連 | 3 - 14 | 1,240円 |

## その他
- 『カンニング竹山の土曜The NIGHT』（ABEMA）にて引退後の藤田伸二が「『この馬はG1勝てるんだよ』と言い続けながらも負け続けてきた」、「『負けたら自分をクビにしてください』っていうぐらいの覚悟で挑んだ有馬記念だった」、「殴られたりしても泣かないんですけど、ジャスティスのときだけはポロッとうれし涙が出ました。そのときは男泣きしました」、「たくさんG1勝たせてもらっているなかでも、思い出深いレースのなかの1つではあります」とコメントしている[4]。
- レース後、前年に続き2着となったマーベラスサンデーの武豊騎手は「勝った馬が、強かったですね」、「内を通りたくなかったので、前半は控えるつもりでした。1コーナーでうまく外へ出すことができたし、本当に、レースはスムーズだったんです。エアグルーヴをつかまえるまではよかったけれど、そこから、もうひと伸びが足りなかった。勝った馬は、それこそ凄い脚で来ましたから」、「パドックで1番人気だということは分かりました。ファンの応援は嬉しかったです。改めて、強い馬だということを実感したレース。ええ、来年はがんばります」とコメントしている[5]。
- NHK競馬中継の実況ゲストとして参加していた田原成貴は弟分の藤田騎手を応援し、「伸二、伸二、頑張れ、差せー!何とか（差）せー!」、「よしっ!」と直線で絶叫している[6]。
- 今回のレースのファンファーレでは近藤等則が奏者を務め、自身のトランペットと共に独特の演奏を披露している[7]。

## テレビ・ラジオ放送
- 日本放送協会 (NHK)[8]
  - 実況：藤井康生
  - 番組司会：内山俊哉
  - 解説：田原成貴
- ラジオたんぱ：白川次郎
- フジテレビ
  - 実況：堺正幸
  - 解説：吉田均（競馬エイト）
  - パドック実況：三宅正治
  - パドック解説：大川慶次郎
  - ゲート前リポーター：青嶋達也
  - 勝利ジョッキーインタビュー：塩原恒夫

## 参考資料
- 1997年 有馬記念（GⅠ） | シルクジャスティス | JRA公式
- netkeiba第42回有馬記念
- 1997年5回中山8日( 12月 21日) 9Ｒ
- ニュースサイトGJ「元JRA藤田伸二氏「今思えばウケる」、1997年有馬記念（G1）で“解説者”田原成貴氏が後輩の会心の騎乗にまさかの大絶叫!?
- レジェンド騎手の藤田伸二、有馬記念の勝利の瞬間を振り返る「男泣きしました」